# Gérard Walther
Gérard Walther (* 1943 in Carcassonne) ist ein französischer Grafiker und Maler, der seit 1970 in Hamburg lebt und arbeitet.

## Leben und Werk
Gérard Walther studierte ab 1961 an der École nationale supérieure d’arts de Dijon. In den Jahren 1970 bis 1974 besuchte er die Hamburger Kunstschule Alsterdamm, wo er sich zum Grafiker ausbilden ließ. Diesen Beruf übte er danach in der Stadt aus und arbeitete zudem als freier Künstler. Seit 1990 ist Walther als Dozent und Lehrer für Bildende Kunst und Medienkunst tätig.
Seine Gemälde, in denen er auch mit Collagetechniken arbeitet, zeigen häufig „malträtierte Großstadtmenschen“ mit oft unvollständigen, beschädigten, geschlechts- und gesichtslosen Körpern. Walther benutzt vielfach Schwarz-, Grün- und Grautöne, mit denen er drohenden gesellschaftlichen Zerfall zum Ausdruck bringen will. Mit ihren verwischten Konturen schwanken die Motive seiner Bilder zwischen figurativer und abstrakter Kunst und muten gleichzeitig surreal an.

## Ausstellungen (Auswahl)
- Einzelausstellung im Kunsthaus Hamburg, 1982
- Einzelausstellung „Der malträtierte Mensch“ im Kunstverein Gelsenkirchen, 1986
- Gruppenausstellung „Herzschlag“, Kunsthaus Hamburg, 1987
- Einzelwanderausstellung, Institut français, Berlin, München, Heidelberg, Tübingen, Aachen und Erlangen, 1987–1988
- Einzelausstellung „Bilder, Objektkästen und Collagen“, Museum Lüneburg, 1988
- Einzelausstellung, Kunstverein Heidenheim, 1988
- Einzelausstellung „Dialog“, Kommunale Galerie Gelsenkirchen, 1988
- Einzelausstellung, Galerie Municipale Renoir, Nizza, 1989
- Gruppenausstellung „Kunst gegen den Krieg“, Kommunale Galerie Gelsenkirchen, 1989
- Wandergruppenausstellung „Der aufrechte Gang“, Städtisches Museum Mühlheim, Gelsenkirchen, Rathaus Schwerte, Unna, Halle, 1989–1990
- Einzelausstellung, Schloss Reinbek, 1990
- Einzelausstellung, Institut Français, Kiel, 1990
- Gruppenausstellung „Begegnungen mit Bildern und Menschen“, Kunstverein Gelsenkirchen, 1993
- Gruppenausstellung „Künstler zur Zeit“, Museum Güstrow, 1993
- Einzelausstellung, Arts Center Gallery, Greenwich, Connecticut 1994
- Einzelausstellung, Gallery Art 54, Soho, New York City, 1994
- Einzelausstellung, Palais Bénédictine, Fécamp, 1994
- Einzelausstellung, Schloss Basthorst, Schwerin, 1996
- Einzelausstellung, Bayer AG, Forschungszentrum Wuppertal, 1996
- Einzelausstellung, Institut Français Rostock, 1998
- Einzelausstellung, Hochschule für Musik und Theater Rostock, Kunstverein Rostock, 1998
- Gruppenausstellung „Horizonte–Perspektiven“, Museum für Hamburgische Geschichte, 1999
- Einzelausstellung „Présences Humaines“, Atelier d’Estienne, Bretagne, 2002
- Einzelausstellung, Galerie Mewes, Hamburg, 2004
- Gruppenausstellung „Anneliese Knorr: Wegbegleiter und Künstlerfreunde“, Städtisches Museum Gelsenkirchen, 2004
- Gruppenausstellung, Kunstverein Schenefeld, Hamburg, 2005
- Gruppenausstellung „Jahresschau“, Städtisches Museum Gelsenkirchen, 2007
- Einzelausstellung, Retrospektive, Unique Art Concepts Jenny Falckenberg, Hamburg, 2016